# Fag hag
Fag hag (англ.) е жаргон от ЛГБТ средите.

## Значение и зараждане на термина
Терминът се заражда в края на XX век в Щатите. За пръв път е ползван официално в телевизионния сериал Уил и Грейс. Fag hag е английски идиом, той няма български еквивалент. В буквален превод fag е обидна дума, жаргон за хомосексуален мъж, а hag означава вещица или много възрастна жена.
Днес терминът е много популярен сред гей средите в англоезичния свят. Означава жена, която има почти изцяло или само приятели гей мъже. В някои случаи може да означава и жена, която е сексуално привлечена от гей мъже.

### Fag stag
Fag stag е мъжкият еквивалент на fag stag и означава мъж, който има почти изцяло или само приятели, които са гейове или бисексуални. Терминът е почти неизползван. Появява се в САЩ в края на 90-те.

## Други термини от ЛГБТ средите
Fruit flies или буквално плодови мушици е термин използван за хетеросексуални хора, имащи приятели или контакти със ЛГБТ.
Lesbro или на български превеждано по същия начин (лесбро) е мъж, който има почти изцяло или само приятели лесбийки. Терминът не е много използван.

## ЛГБТ жаргон в медиите
ЛГБТ жаргонът в Щатите се разпространява и популяризира чрез медиите и по-специално филмите на ЛГБТ тематика. Ето някои от по-известните примери за филми, в които е използван терминът fag hag:
- Уил и Грейс
- Queer as Folk – американски гей сериал
- Eating Out – американска поредица от комедийни игрални филми акцентиращи и разказващи за живота на няколко ЛГБТ и хетеросексулани персонажи и техния сексуален живот.